# ذخیره‌گاه زیست‌کره شاملا
ذخیره‌گاه زیست‌کره شاملا (به اسپانیایی: Reserva de la biosfera Chamela-Cuixmala) یک ذخیره‌گاه زیست‌کره در مکزیک است.